# MotoGP (serie)

Logo della serie

MotoGP è una serie di videogiochi basati sul campionato Motomondiale MotoGP.

## Lista dei videogiochiMotoGP
| Anno      | Titolo                   | Sviluppatore       | Pubblicazione         | Piattaforme                                                                          |
| --------- | ------------------------ | ------------------ | --------------------- | ------------------------------------------------------------------------------------ |
| 2000      | MotoGP                   | Namco              | Namco                 | PlayStation 2                                                                        |
| 2002-2003 | MotoGP 2                 | Namco              | Namco                 | PlayStation 2, Microsoft Windows                                                     |
| 2003      | MotoGP 3                 | Namco              | Namco                 | PlayStation 2                                                                        |
| 2005      | MotoGP 4                 | Namco              | Namco                 | PlayStation 2                                                                        |
| 2006      | MotoGP 06                | THQ                | Halifax               | Xbox 360                                                                             |
| 2006      | MotoGP                   | Namco Bandai Games | Namco Bandai Games    | PlayStation Portable                                                                 |
| 2007      | MotoGP 07                | Milestone          | THQ, Capcom           | PlayStation 2, Xbox 360, Microsoft Windows                                           |
| 2008      | MotoGP 08                | Milestone          | Capcom                | PS3, PS2, Xbox 360, Wii, Microsoft Windows                                           |
| 2010      | MotoGP 09/10             | Capcom             | Capcom                | PS3, Xbox 360.                                                                       |
| 2011      | MotoGP 10/11             | Capcom             | Capcom                | PS3, Xbox 360                                                                        |
| 2013      | MotoGP 13                | Milestone          | Milestone             | PS3, Xbox 360, PC, PS Vita                                                           |
| 2014      | MotoGP 14                | Milestone          | Milestone             | PS4, PS3, Xbox One, Xbox 360, PC, PS Vita                                            |
| 2015      | MotoGP 15                | Milestone          | Milestone             | PS4, PS3, Xbox One, Xbox 360, PC                                                     |
| 2016      | Valentino Rossi The Game | Milestone          | Milestone             | PS4, Xbox One, PC                                                                    |
| 2017      | MotoGP 17                | Milestone          | Milestone             | PS4, Xbox One, PC                                                                    |
| 2018      | MotoGP 18                | Milestone          | Milestone             | PS4, Xbox One, PC, Nintendo Switch                                                   |
| 2019      | MotoGP 19                | Milestone          | Milestone             | PS4, Xbox One, PC, Nintendo Switch                                                   |
| 2020      | MotoGP 20                | Milestone          | Milestone             | PS4, Xbox One, PC, Nintendo Switch, Google Stadia                                    |
| 2021      | MotoGP 21                | Milestone          | Milestone, Koch Media | PS5, PS4, Xbox Series X, Xbox Series S, Xbox One, PC, Nintendo Switch, Google Stadia |
| 2022      | MotoGP 22                | Milestone          | Milestone             | PS5, PS4, Microsoft Windows, Xbox One, Xbox Series X, Xbox Series S, Nintendo Switch |
| 2023      | MotoGP 23                | Milestone          | Milestone             | PS5, Xbox Series X/S, Nintendo Switch, Microsoft Windows                             |
| 2024      | MotoGP 24                | Milestone          | Milestone             | PS5, PS4, Xbox Series X/S, Xbox One, Nintendo Switch, Microsoft Windows              |
| 2025      | MotoGP 25                | Milestone          | Milestone             | PS5, PS4, Xbox Series X/S, Xbox One, Nintendo Switch, Microsoft Windows              |